# Gloria Berrocal
Gloria Berrocal, nacida Gloria Pérez Berrocal, (Alcazarquivir, protectorado español de Marruecos, España, 1947) es una actriz, periodista y locutora española. Ha sido directora del Canal Nostalgia de TVE e integrante de la AIA.

## Biografía
Estudió en la Escuela de Cine de Madrid durante la década de 1960 e inició su actividad como actriz al comienzo de la década de 1970, tanto en televisión como en cine. El 16 de diciembre de 1974 participó en la asamblea de actores reunida para proponer un conflicto colectivo que desembocaría en febrero de 1975 en la huelga del sector, entre cuyas reivindicaciones estaban el pago de los ensayos, un día de descanso a la semana o la función única. Gloria fue elegida por la asamblea como uno de los representantes en la negociación, la luego llamada “comisión de los once”, junto a José María Escuer, Jesús Sastre, Alberto Alonso, Lola Gaos, Vicente Cuesta, Juan Margallo, Luis Prendes (más tarde sustituido por Germán Cobos), Jaime Blanch, Pedro del Río y José María Rodero.
En 1976 formó parte del colectivo “El Búho” de teatro independiente de Madrid, participando en montajes de creación colectiva como el Woyzeck de Georg Büchner.
En 1977 comenzó a colaborar en RNE y formó parte del equipo diseñador de Radio 3.
Fue miembro de la candidatura de Iniciativa Internacionalista-La Solidaridad entre los Pueblos (II-SP) a las elecciones al Parlamento Europeo de 2009 por la circunscripción de España. Ha colaborado en los equipos de Cultura Contra la Guerra y Nodo-50.
Es pareja del escritor y realizador Javier Maqua.

## Teatro
- Woyzeck (dirección colectiva); Sala Cadarso (1976)
- Yerma, en versión de Víctor García con la compañía de Nuria Espert (1971-1976)

## Cine
| Año  | Título                              | Personaje             | Dirección               |
| ---- | ----------------------------------- | --------------------- | ----------------------- |
| 1997 | Chevrolet                           | Vecina                | Javier Maqua            |
| 1994 | Intrusos III (cortometraje)         |                       | Arantxa Vela            |
| 1994 | Sexo oral                           |                       | Chus Gutiérrez          |
| 1988 | Contra la pared                     |                       | Bernardo Fernández      |
| 1981 | ¡Tú estás loco, Briones!            |                       | Javier Maqua            |
| 1981 | Trágala, perro                      |                       | Antonio Artero          |
| 1978 | Carne apaleada                      | Pilar, presa política | Javier Aguirre          |
| 1977 | El perro                            |                       | Antonio Isasi-Isasmendi |
| 1975 | ¡Jo, papá!                          | Luisa                 | Jaime de Armiñán        |
| 1975 | Pim, pam, pum... ¡fuego!            |                       | Pedro Olea              |
| 1972 | Corazón solitario                   |                       | Francesc Betriu         |
| 1971 | Las troyanas                        |                       | Michael Cacoyannis      |
| 1971 | Mecanismo interior                  |                       | Ramón Barco             |
| 1970 | Las sepulcrales (cortometraje)      |                       | Tomás Aznar             |
| 1969 | La madriguera                       | La tía                | Carlos Saura            |
| 1969 | Historia de la vida de Blancanieves |                       | Bernardo Fernández      |
| 1969 | La gigante (cortometraje)           |                       | Enrique Gil             |
| 1969 | El espíritu (cortometraje)          |                       | Juan Tamariz            |

## Televisión
- El Teatro: Teresa de Jesús (1977)
- Estudio 1: El rayo (1972)
- Teatro de siempre: Las alegres comadres de Windsor (1971)
- Crónicas de un pueblo (1971)

## Radio
- Discofrenia (1979), revista de música, junto a Carlos Tena y José Manuel Rodríguez "Rodri", en Radio 3;
- Imágenes Tres (1980), con "Rodri", en Radio 3;
- Tierra de nadie (), en Radio 3;
- Domingos Teotocópulos (1985) y Archivo Expiatorio (1985), ambos con Federico Volpini, en Radio 3;
- Noches de amor, en Radio 1.[10]

## Libros
- Mujeres afortunadas (Madrid, 1993);[11]